# 6281 Strnad
A 6281 Strnad (ideiglenes jelöléssel 1980 SD) a Naprendszer kisbolygóövében található aszteroida. Antonín Mrkos fedezte fel 1980. szeptember 16-án.